# باشگاه فوتبال آرناس گتسو
باشگاه فوتبال آرناس گتسو (انگلیسی: Arenas Club de Getxo) یک باشگاه فوتبال مستقر در گتسو، سرزمین باسک، اسپانیا است که در حال حاضر در سگوندا فدراسیون، چهارمین سطح لیگ فوتبال در این کشور به فعالیت می‌پردازد.

## تاریخچه

### ریشه‌های فوتبال محلی
منطقه بیلبائوی بزرگ به دلیل معادن و صنایع سنگ آهن خود ارتباط عمیقی با بریتانیا داشت. دون مانوئل، کشیش محلی در محله لاس آرناس، در طول درس‌های کتکیزم به کودکان محلی توپ هدیه می‌داد. برخی از این پسران به انگلستان رفتند و با بازی محلی فوتبال آشنا شدند. پس از بازگشت به گتسو، فوتبال را به محله‌های نزدیک گسترش دادند.
تا سال ۱۹۰۱، مسابقات هفتگی در زمین‌های لامیاکو توسط جوانان لاس آرناس برگزار می‌شد. در سال ۱۹۰۳، همان گروه «کاپ آتلتیک»، بزرگ‌ترین مسابقه محلی در سطح نوجوانان، را برد و همچنین مسابقه‌ای در برابر باشگاه دوچرخه‌سواری سن سباستین، که بعدها به باشگاه فوتبال رئال سوسیداد تبدیل شد، برگزار کرد. آن‌ها در نهایت با تشویق فدراسیون فوتبال اسپانیا در سال ۱۹۰۹ یک تیم محلی تأسیس کردند و نام باشگاه فوتبال آرناس گذاشتند. سه سال بعد این تیم به باشگاه آرناس تغییر نام داد.
در سال ۱۹۱۴، زمین خانگی خود را به باشگاه ورزشی محلی رئال کلوب جولاستیا در محله نگوری منتقل کردند.

### موفقیت‌های اولیه
در سال ۱۹۱۲ آن‌ها به رقابت در جام شمال همراه با باشگاه فوتبال رئال سوسیداد، باشگاه فوتبال اتلتیک بیلبائو، باشگاه فوتبال راسینگ سانتاندر، باشگاه فوتبال اسپورتینگ خیخون و باشگاه فوتبال سلتاویگو پرداختند و در سال ۱۹۱۷ قهرمان شدند.
در طول فصل ۱۹۱۶–۱۷، تمام تیم‌ها به جز آرناس، اتلتیک بیلبائو و باشگاه فوتبال رئال یونیون تعلیق شدند. کمیته ورزشی این مسابقه تصمیم گرفت تنها مسابقات باقی‌مانده را بین این سه تیم برگزار کند. ژولاستوکیتا، یکی از تیم‌های تعلیق شده، در آن سال منحل شد. آرناس یک مسابقه را باخت و دیگری را در برابر یونیون برد و همچنین اتلتیک بیلبائو را دو بار شکست داد تا عنوان قهرمان را به دست آورد. سپس آن‌ها باشگاه فوتبال اسپورتینگ خیخون را در نیمه‌نهایی شکست دادند. این موفقیت آن‌ها را برای کوپا دل ری آن سال واجد شرایط کرد، جایی که به فینال در بارسلونا رسیدند و با نتیجه ۱–۲ در برابر باشگاه فوتبال رئال مادرید پس از وقت اضافه شکست خوردند.
در سال ۱۹۱۷ یک مسابقه حذفی در کاپ اسپانیا بین آرناس و اتلتیک بیلبائو به دلیل هجوم هواداران اتلتیک که به دنبال حمله به داور به دلیل قضاوت به ضرر تیم خود بودند، متوقف شد.

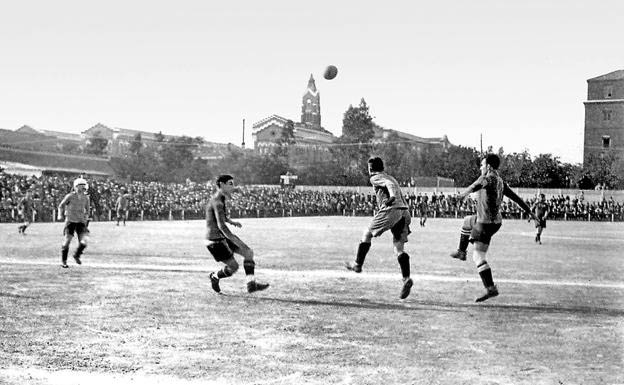
آرناس در حال بازی با باشگاه فوتبال بارسلونا در فینال کوپا دل ری ۱۹۱۹

در سال ۱۹۱۹ آرناس یک مسابقه منطقه‌ای دیگر، جام ویسکایا، را برد و بدین ترتیب دوباره برای کوپا دل ری واجد شرایط شد و در فینال با پیروزی پرگل با نتیجه ۵–۲ در تقابل با باشگاه فوتبال بارسلونا، (سه گل در وقت اضافه زد) قهرمان ملی شد. سال بعد، زمانی که تیم ملی اسپانیا در اولین حضور بین‌المللی خود در المپیک نایب قهرمان شد، سه بازیکن از این باشگاه، فرانسیسکو پاگازائورتوندوا، فلکس سسومگا و پدرو والانا، در ترکیب قرار داشتند.

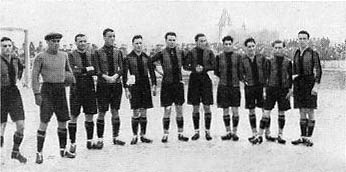
تیم سال ۱۹۲۷، که آن سال باشگاه در فینال کوپا دل ری بازی کرد

آرناس گتسو در دو مورد دیگر در فینال‌های کاپ اسپانیا حضور داشت و در سال ۱۹۲۵ (۰–۲) و دو سال بعد در برابر باشگاه فوتبال رئال یونیون (۰–۱) شکست خورد، دومی در تنها مسابقه تمام باسکی در تاریخ این رقابت که اتلتیک بیلبائو در آن حضور نداشت. هر عضو از تیم ملی اسپانیا در المپیک ۱۹۲۸ عضوی از یک باشگاه باسکی بود و آرناس چهار بازیکن از آن‌ها را تأمین کرد.

### افول
پس از بازی در هفت دوره از سطح اول فوتبال اسپانیا، لا لیگا، با سابقه قرار گرفتن در جایگاه سوم در فصل ۱۹۳۰–۱۹۲۹، و شش فصل بعدی در دسته دوم، این باشگاه بیشتر عمر خود را در سطح چهارم رقابت کرده و گهگاهی به لیگ‌های منطقه‌ای نیز سقوط کرده است. در پایان فصل ۲۰۱۵–۲۰۱۴، آرناس برای اولین بار در ۳۵ سال به دسته سوم صعود کرد. آن‌ها در پلی‌آف این مجوز را کسب نمودند.

## ترکیب کنونی
تا تاریخ ۱ مارس ۲۰۲۴
| شماره |         | پست       | بازیکن                                          |
| ----- | ------- | --------- | ----------------------------------------------- |
| ۱     | اسپانیا | دروازه‌بان | هودی اولیگا                                     |
| ۲     | اسپانیا | مدافع     | لندر آرنال (قرضی از باشگاه ورزشی باسکونیا)      |
| ۳     | اسپانیا | مدافع     | اسیر سانتاماریا (قرضی از باشگاه ورزشی باسکونیا) |
| ۴     | اسپانیا | مدافع     | آریتز هوته بلوکی                                |
| ۵     | ژاپن    | مدافع     | دایکی نیوا                                      |
| ۶     | اسپانیا | هافبک     | مارکل مایو                                      |
| ۷     | اسپانیا | مهاجم     | آلوارو ایگلسیاس                                 |
| ۸     | اسپانیا | هافبک     | دیگد لامادرید                                   |
| ۹     | اسپانیا | مهاجم     | الکساندر والینیو الکس والینیو                   |
| ۱۰    | اسپانیا | مهاجم     | گابریل لیزاراگا                                 |
| ۱۱    | اسپانیا | مدافع     | بنیات لیزا                                      |

| شماره |         | پست       | بازیکن              |
| ----- | ------- | --------- | ------------------- |
| ۱۲    | اسپانیا | مهاجم     | رافا ویانوئوا       |
| ۱۳    | اسپانیا | دروازه‌بان | دیگو کاریو          |
| ۱۴    | اسپانیا | مهاجم     | آلوارو گارسیا       |
| ۱۵    | اسپانیا | مدافع     | بنیات گارو          |
| ۱۶    | اسپانیا | هافبک     | میکل اسکوبار        |
| ۱۷    | اسپانیا | مدافع     | گونزالو آلفارو      |
| ۱۸    | اسپانیا | هافبک     | جون ترینکادو        |
| ۱۹    | اسپانیا | هافبک     | اینییگو باکه        |
| ۲۰    | اسپانیا | مهاجم     | ایوان استرچا        |
| ۲۱    | اسپانیا | مدافع     | جون سیرو            |
| ۲۲    | اسپانیا | مدافع     | اینییگو آریزتیمونیو |